# Singharat Chanpakdee
Singharat Changphakdee ( Thaí สิงหรัตน์ จันทร์ภักดี ) (3 de junio de 1992, Khonkaen), su apodo es SingTo que significa león, es un cantante tailandés, que se conoce como La Estrella 5, él fue campeón del concurso Star 5, y por otra parte es el más joven de La Estrella en su natal Tailandia. 

## Perfil
En el pasado, Su nombre era "Wirat Chanpakdee" había nacido el 3 de junio de 1992 en Khonkaen, Tailandia.
- Él es hijo único.
- Fue presentar a sí mismo que él es sincero, preste atención a hacer todo, pero le gusta relajarse.
- Su lema es "mala o buena, de gran clase o de clase baja son todo para ti." ( You can appiont (Puede appiont todo en tu vida por ti mismo)
- Cuando tienen un tiempo libre, siempre que leer un libro, hacer deporte y escuchar música.
- Su estilo favorito canción es Pop Rock estilo.
- Su estilo favorito de la película es la película de acción.
- Su favorito de los alimentos se dispararon-arroz con basura.
- Su favorito deporte es el fútbol y la cesta.
- Su favorito mascota es perro y gato.
- Su favoutire artista es Bank (choque) y Cachorro Papa.
- Su actor favorito es Chachrist Yaemnam.
- Quiere actuar en el hombre ciego charector.

## Premio
- El ganador de la estrella 5

## Música
- Pleng nee (En el sentido de "Esta canción")

- Datos: Q38274